# 피츠버그 교향악단

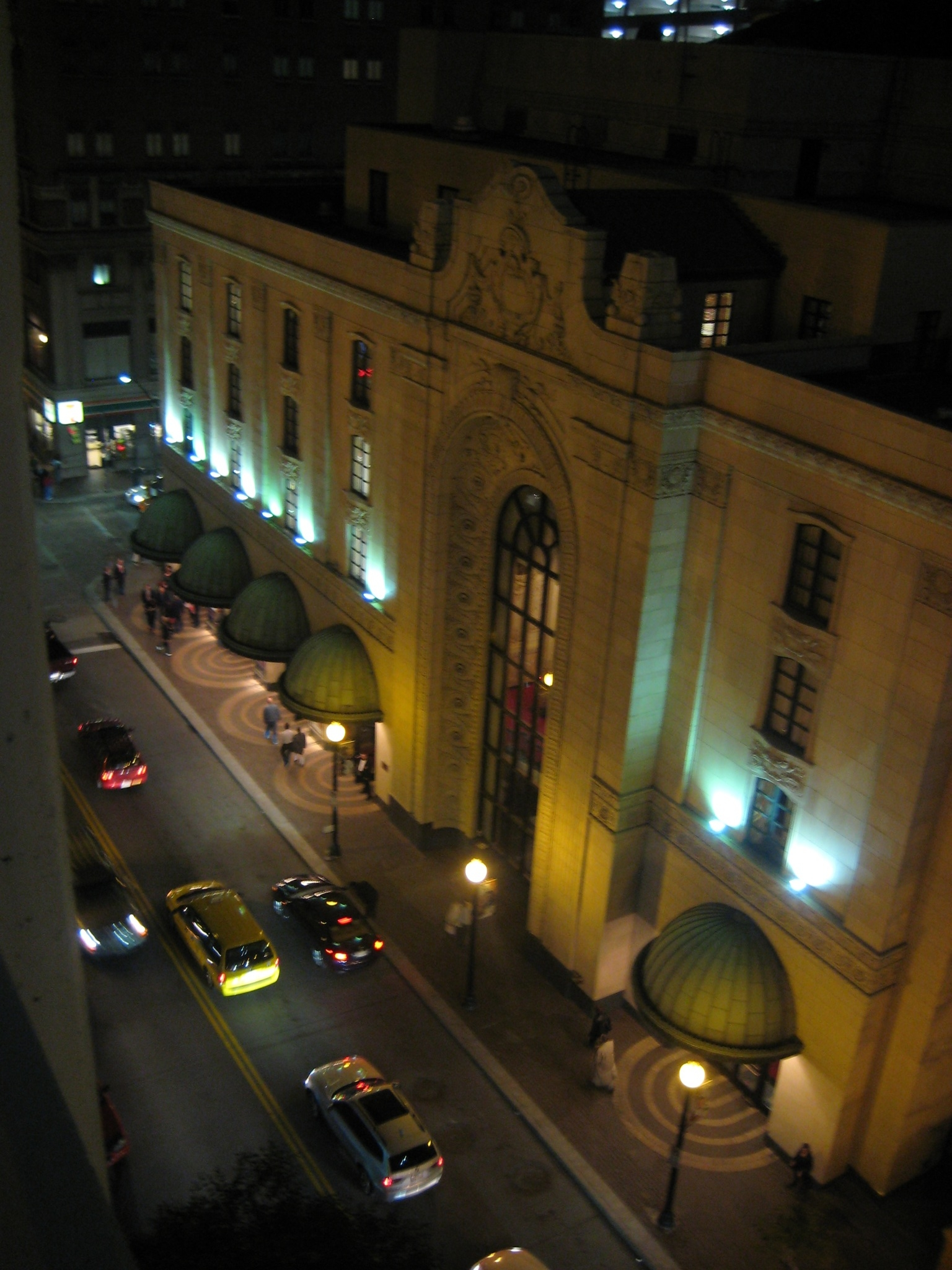

피츠버그 교향악단(Pittsburgh Symphony Orchestra, PSO)은 미국 펜실베이니아주 피츠버그에 위치한 미국의 오케스트라이다.
1895년에 강철왕 앤드루 카네기의 후원으로 창립되었으나 1910년에 경영부진으로 소멸되었다. 1926년의 재건도 실패하였고 1937년에 오토 클렘퍼러를 맞이하여 세 번째로 겨우 본궤도에 올랐다. 그 후 프리츠 라이너를 거쳐 1952년에 지금의 음악감독인 윌리엄 스타인버그와 유능한 지휘자를 추대, 굴지의 메이저 오케스트라가 되었다.